# Waldorf (Minnesota)
Waldorf es una ciudad ubicada en el condado de Waseca en el estado estadounidense de Minnesota. En el Censo de 2010 tenía una población de 229 habitantes y una densidad poblacional de 231,46 personas por km².

## Geografía
Waldorf se encuentra ubicada en las coordenadas 43°55′59″N 93°41′51″O / 43.93306, -93.69750. Según la Oficina del Censo de los Estados Unidos, Waldorf tiene una superficie total de 0.99 km², de la cual 0.99 km² corresponden a tierra firme y (0%) 0 km² es agua.

## Demografía
Según el censo de 2010, había 229 personas residiendo en Waldorf. La densidad de población era de 231,46 hab./km². De los 229 habitantes, Waldorf estaba compuesto por el 99.56% blancos, el 0% eran afroamericanos, el 0% eran amerindios, el 0.44% eran asiáticos, el 0% eran isleños del Pacífico, el 0% eran de otras razas y el 0% pertenecían a dos o más razas. Del total de la población el 0% eran hispanos o latinos de cualquier raza.